# Carlo Piacenza
Carlo Piacenza (Torino, 3 dicembre 1814 – Castiglione Torinese, 1887) è stato un pittore italiano.

## Biografia
Giovane studente a Torino insieme a Edoardo Perotti, studia presso l'Accademia Albertina di Torino è allievo di Pietro Fea e di Giovanni Battista Biscarra. Nel 1840 frequenta lo studio dell'acquerellista francese Jean Jullierat. Inizia in quegli anni un'ampia produzione di quadri dedicandosi ai paesaggi e mostrando un particolare interesse al territorio piemontese. Nel 1856 diventa titolare della cattedra di Disegno dell'Accademia Militare di Torino e fra i suoi allievi più famosi ci fu Ernesto Allason, che ebbe una carriera molto breve a causa della sua scomparsa all'età di 47 anni. Alla morte di Allason sostituì l'allievo nel suo ruolo di professore di pittura della, allora principessa, Margherita di Savoia. Si spense all'età di 73 anni a Castiglione Torinese.
Fu nominato socio onorario dell'Accademia Albertina
Molte sue opere sono conservate in collezioni private ma alcune possono essere ammirate presso la Galleria d'Arte Moderna di Torino, come "Paesaggio con cielo tempestoso" (1849) e "Paese" (1856).